# Eriostepta
Eriostepta is een geslacht van vlinders van de familie spinneruilen (Erebidae), uit de onderfamilie Arctiinae.

## Soorten
- E. bacchans Schaus, 1905
- E. fulvescens Rothschild, 1909
- E. roseireta Hampson, 1901